# Albuñán
Albuñán és un municipi andalús de la Comarca de Guadix, a la província de Granada. Limita amb Guadix, Valle del Zalabí, Jerez del Marquesado i Cogollos de Guadix. Altres localitats properes són Alcudia de Guadix, Esfiliana, Lanteira i Alquife. Es troba al límit septentrional del Parc Natural de Sierra Nevada.Té els seus orígens en els assentaments ibers de la zona.

## Història
Segons la grafia àrab amb què el nom d'Albuñán apareix registrat a l'arxiu municipal de Guadix, el seu topònim (al-Bunyán) significa «l'edifici», sense que se sàpiga realment a quin en concret podria fer referència. Encara que no s'ha pogut esbrinar el període exacte de la seva fundació, tot i que se sap que aquest poble té origen medieval.
Com molts altres pobles de Granada, Albuñán va començar a créixer com a nucli urbà després de l'expulsió dels àrabs el segle XVI; a partir de llavors colons de diferents parts d'Espanya van ocupar les seves terres. A l'origen, Albuñán va ser una alqueria àrab, en la qual vivien famílies que es dedicaven al cultiu de cereals. Segons les cròniques del Marquès de la Cala tenia un petit castell fortalesa del qual en l'actualitat no es conserven restes. Després de la Reconquesta va passar a dependre del Bisbat de Guadix.
El lloc va ser concedit al Marquès de Villena. A partir d'aquell moment, va anar passant de titularitat fins a arribar al Marquès de Truxillos.

## Cultura

### Monuments
Els monuments d'Albuñán són:
- Església de l'Anunciació, construïda en el segle xvi, és una edificació d'una sola nau (arquitectura) de planta llatina, coberta amb teginat mudèjar de tirants i decoració geomètrica. En ambdós costats i mitjançant arcs de mig punt, se n'obren dues capelles a l'esquerra i una a la dreta. El creuer està cobert amb una cúpula sense tambor, mentre que els braços es resolen amb una volta de mig canó. Destaca en el seu interior el púlpit del segle xvii amb tornaveu sobredaurat i poligonal, dividit per motllures rectangulars. El retaule major, datat de l'any 1802, és igualment interessant pels seus tres peus i tres carrers que reposen en petites mènsules.

- L'ajuntament, la façana del qual és gòtica.

### Museus
El Museu Etnològic d'Albuñán recull la història i tradició cultural del poble, per mitjà d'antigues peces de la vida quotidiana i de treball.

### Festes
L'últim diumenge de maig celebra la Festa de les Flors. Al juny s'organitza la Mostra d'Etnografia; s'hi recrea un mercat del primer terç del segle xx amb llauradors i ramaders abillats amb roba de l'època i estands amb productes de la terra i cants i balls propis de la zona. Les seves festes populars se celebren el 4 d'octubre, dia de Sant Francesc d'Assís. Una altra festa important és la 'dels emigrants'.